# سعید حکمت
سعید حکمت (زاده ۱۲۹۳در تبریز ) پزشک، قانونگذار و استاد دانشگاه در دوره پهلوی بود.
پس از اخذ دیپلم، به ژنو رفت و از دانشگاه آن شهر در رشته زهرشناسی و پزشکی قانونی دکتری گرفت. در بازگشت به کشور به تدریس در دانشگاه تهران پرداخت و سپس به ریاست آزمایشگاه بیمارستان وزارت بهداری و ریاست و سرپرستی اداره پزشکی قانونی منصوب شد. او سال‌ها در دانشکده حقوق دانشگاه تهران، دانشکده پلیس و دانشگاه ملی تدریس می‌کرد.
دکتر حکمت در انتخابات دوره هجدهم مجلس شورای ملی که در بهمن ۱۳۳۲ در ارسباران برگزار شد، برای نخستین بار به نمایندگی این حوزه انتخابیه برگزار شد. در همین دوره از جانب مجلس مأمور معاینه و گزارش وضعیت دکتر حسین فاطمی شد که در زندان هنگ زرهی بستری بود. دکتر حکمت کرسی نمایندگی خود را در پنج دوره بعدی مجلس نیز حفظ کرد.